# Ulver
Ulver es un grupo musical originario de Oslo, Noruega. El estilo musical de sus primeros trabajos se enmarcaba dentro de la corriente black metal noruego de los 90s, aunque influenciado por la música folklórica de su país. 
Tras la publicación de Nattens Madrigal (1997) su música se volvió cada vez más fluida y ecléctica, pasando por géneros como el avant-garde metal, el rock experimental, el trip hop, la música sinfónica y de cámara, el noise y la música experimental, con un fuerte uso de instrumentos electrónicos en sus técnicas de grabación. 
En la actualidad la banda está formada por Garm (único miembro constante desde su formación), Tore Ylwizaker (desde 1998), Jørn H. Sværen (desde 2000) y el británico Daniel O'Sullivan (desde 2009).

## Biografía

### 1993-1995
En 1993 el vocalista Kristoffer "Garm" Rygg formó Ulver, que en idioma noruego significa "lobos". Durante sus primeros días la banda también incluía al batería Carl-Michael Eide, que había dejado anteriormente Satyricon y los guitarristas A. Reza y Grellmund. 
En noviembre de ese año comenzaron la grabación de su primera demo, Vargnatt, para el que contrataron al bajista de sesión Robin "Mean" Malmberg y al guitarrista de Satyricon Håvard Jørgensen. Tras la publicación de la demo y de un split con Mysticum; Eide, Reza y Grellmund dejaron la banda. En su lugar entraron el batería Erik "AiwarikiaR" Lancelot, el guitarrista Torbjørn "Aismal" Pedersen y el bajista Hugh "Skoll" Mingay que junto a Garm y Jørgensen comenzaron la grabación de su primer álbum de estudio, Bergtatt - Et Eeventyr i 5 Capitler. El álbum cuenta con la colaboración de la flautista y vocalista Lill Kathrine Stensrud y el pianista de Arcturus Steinar Sverd Johnsen.
Bergtatt - Et Eeventyr i 5 Capitler es un disco de black metal con temas folclóricos con ritmos rápidos ocasionales, guitarra eléctrica, voces guturales, intermediados con melodiosos pasajes acústicos con canto, e historias de fantasía. El título "Bergtatt" significa "adoptados por las montañas" en el folklore noruego y se refiere a las personas que al vagar en las montañas son atraídos por los trolls u otras criaturas místicas. Las letras del disco tratan sobre la historia de una muchacha que es secuestrada por las montañas. La traducción del subtítulo significa «Una historia de 5 capítulos». Bergtatt cuenta con una melancólica canción completamente acústica llamada «Een stemme locker».

### 1996-1997
Al año siguiente, tras la salida de Aismal, la banda comenzó la grabación de su segundo álbum de larga duración. El disco, de título Kveldssanger, fue publicado ese año y a diferencia de su antecesor es un álbum completamente acústico, grabado únicamente por Garm, AiwarikiaR y Jørgensen.
En 1997 fichan por Century Media, sello que les ofrece una suma muy importante de dinero para grabar su próximo material. El resultado es Nattens madrigal (El madrigal de la noche), que marca un retorno a un black metal más feroz y crudo que el que se escucha en Bergtatt, en el que sólo aparece un breve interludio acústico en la primera canción, y cuya producción es intencionadamente deficiente al estilo del álbum Transilvanian Hunger de Darkthrone, con guitarras zumbantes y el sonido apenas audible de la batería. Existen una serie de rumores que rodean la grabación de este disco, supuestamente realizada con un grabador de ocho pistas, y en un bosque noruego, y el destino del presupuesto con el que contaba la banda, de quienes se dice que lo gastaron en alcohol, cocaína, doce árboles de Navidad, trajes de Armani, piruletas de sabor a fresa, cortes de pelo o un coche.

### El álbum Blake
Tras Nattens Madrigal, Ulver no vuelve a hacer black metal. En 1998 lanzan Themes from William Blake's The Marriage of Heaven and Hell, una mezcla de música electrónica, metal industrial, folk, ambient, trip hop y música neoclásica que lleva al grupo hacia un terreno diferente, no sólo a lo que había venido tocando hasta el momento, sino también a lo que ningún músico de heavy metal hasta ese momento había hecho. La innovación y la vanguardia son elementos que caracterizarán a Ulver a partir de éste lanzamiento. Líricamente, el disco adapta todo el texto de El matrimonio del cielo y el infierno, del pintor y escritor inglés William Blake.
A pesar de la confusión creada en muchos fanes de los primeros tres discos, El álbum recibió la aclamación tanto de la crítica especializada en rock y metal, como de la prensa alternativa. Fue elegido como álbum del mes en varias revistas de alto perfil como "Terrorizer", "Metal Hammer", y "Rock Hard"

### La metamorfosis
En 1999, el grupo declaró:

Ulver obviamente no es una banda Black metal y no queremos ser estimados como una. Reconocemos la relación de la parte I y III de la trilogía (Bergtatt & Nattens Madrigal) con esta cultura, pero el estrés de estos esfuerzos fueron escritos como escalones en lugar de conclusiones, estamos orgullosos de nuestros instintos antiguos, pero desean comparar nuestra asociación con dicho género a la de la serpiente con Eva. Un incentivo solo para divertirse más. Si esto le desanima en absoluto, por favor tenga la cortesía de abstenerse de expresar observaciones superficiales en relación con nuestra música y / o personas, somos tan desconocidos para usted como siempre hemos sido.

Los próximos dos lanzamientos de Ulver, son el EP Metamorphosis y el larga duración Perdition City, que fueron aún más experimentales que el álbum sobre Blake. La banda se alejó totalmente del rock y el metal, encarando un estilo más etéreo. El uso de música programada y arreglos atmosféricos aquí es dominante, a diferencia de los discos anteriores. El compositor de filmes neo-clásico Craig Armstrong puede haber sido una influencia en Ulver en su uso de la electrónica y trip hop sobre cuerdas y pianos.

### "Teachings in Silence" y bandas sonoras
La banda siguió estos dos lanzamientos, con dos trabajos minimalistas/ambient/glitch Silence Teaches You How to Sing y Silencing the Singing. Estos trabajos destacan por sus melodías mínimalistas y con frecuencia tiene unos sutiles, extraños y poco naturales ruidos dentro de las estructuras de las canciones. Debido a su rareza individual, que más tarde fueron recogidos en el compilado Teachings in Silence. Este disco fue nominado al premio Spellemann en la categoría de mejor álbum de música electrónica.
En 2002 empieza el ciclo de las bandas sonoras: Lycantropen Themes (2002) y Svidd Neger (2003). La primera banda sonora corresponde al film sueco Lyckantropen (2002) dirigido y producido por Steve Ericsson; el segundo disco pertenece a la banda sonora de la película del mismo nombre del director noruego Erik Smith-Meyer. Musicalmente son trabajos más orgánicos que los precedentes, incorporando instrumentos de cuerdas y de viento a los ritmos electrónicos de Perdition City.

### Época reciente
Este ciclo está constituido de A Quick Fix of Melancholy (2003) y el álbum Blood Inside (2005) y es un regreso a los experimentos vocales de Garm y a instrumentos como la guitarra, resultando una mezcla de trip hop y rock progresivo, siempre tan original, y más directo que antes.
En julio de 2007, Ulver anunció en su sitio web el lanzamiento de un nuevo álbum, llamado Shadows of the Sun, editado el 1 de octubre de ese año. Este disco ha sido descrito por Garm como el "más personal hasta la fecha".
En 2011 publicaron un nuevo álbum de estudio, Wars of the Roses, y su primer DVD, The Norwegian National Opera, que alcanzó la tercera posición en la lista noruega y la segunda en la finlandesa.

## Discografía
| Álbumes de estudio - 1995: Bergtatt - Et Eeventyr i 5 Capitler - 1996: Kveldssanger - 1997: Nattens madrigal - 1998: Themes from William Blake's The Marriage of Heaven and Hell - 2000: Perdition City - 2005: Blood Inside - 2007: Shadows of the Sun - 2011: Wars of the Roses - 2012: Childhood's End - 2013: Messe I.X-VI.X - 2016: ATGCLVLSSCAP - 2017: The Assasination of Julius Caesar - 2020: Flowers of Evil - 2021: Scary Muzak - 2024: Liminal Animals Álbumes en directo - 2013: Live at Roadburn - 2013: The Norwegian National Opera - 2019: Drone Activity Álbumes recopilatorios - 1998: The Trilogie - Three Journeyes Through the Norwegian Netherworlde - 2002: Teachings in Silence - 2003: 1993–2003: 1st Decade in the Machines (álbum remix) - 2007: My Own Wolf: A New Approach to Ulver | EPs - 1999: Metamorphosis - 2001: Silence Teaches You How to Sing - 2001: Silencing the Singing - 2003: A Quick Fix of Melancholy Demos - 1993: Rehearsal - 1993: Vargnatt Splits y colaboraciones - 1994: Mysticum / Ulver (split con Mysticum) - 2014: Terrestrials (con Sunn O)))) Bandas sonoras - 2002: Lyckantropen Themes - 2003: Svidd Neger soundtrack - 2016: Riverhead |

## Miembros
Línea de tiempo
| - Kristoffer Rygg (Garm/Kris) - voz, programación adicional - Jørn H. Sværen - varios - Tore Ylwizaker - programación, teclado - Daniel O'Sullivan - guitarra, bajo, teclados Exmiembros - Torbjorn Petersen - guitarra - Carl Michael Eide - batería - Havard Jorgensen - guitarra - Steinar Sverd - teclista - Skoll - bajo - Erik Olivier Lancelot - batería - Knut Magne Valle - guitarra |